# Веймарська вища школа музики
Ваймарська вища школа музики імені Ференца Ліста (нім. Hochschule für Musik Franz Liszt Weimar) — вищий музичний навчальний заклад Німеччини, розташований у Ваймарі.

## Історія
Вважається, що коріння Ваймарської школи музики сходять до 1835 року. Ференц Ліст, який працював у Веймарі, уперше заявив про необхідність створення тут музичного навчального закладу. Заклад був створений 24 червня 1872 року Карлом Мюллергартунгом як Ваймарська оркестрова школа (нім. Weimarer Orchester-Schule) — перша музична школа Німеччини, орієнтована не на сольне, а на оркестрове музикування. Початково у школі викладалися гра на оркестрових інструментах, клавір і диригування, пізніше додалися вокал, у тому числі оперний, композиція й, у певний період, театральні спеціальності. 
У 1930 році школа отримала назву Вищої, в 1956 році — нинішнє найменування.